# Heiligenkreuz im Lafnitztal
Heiligenkreuz im Lafnitztal (ungerska: Rábakeresztúr) är en ort och kommun i Österrike. Den ligger i distriktet Jennersdorf i förbundslandet Burgenland, i den östra delen av landet, 140 km söder om huvudstaden Wien. Kommunen gränsar i öster till Ungern.
Kommunen består av två orter (Ortschaften) (inom parentes invånarantal 1 januari 2024):
- Heiligenkreuz im Lafnitztal (833)
- Poppendorf im Burgenland (435)